# زهدي ترزي
زهدي ترزي (20 فبراير 1924 في القدس - 1 مارس 2006 في عمان) سياسي، ودبلوماسي من فلسطين. شغل منصب أول سفير فلسطيني لدى الأمم المتحدة منذ عام 1974 إلى عام 1991.

## النشأة والتحصيل العلمي
وُلد ترزي، الذي أطلق عليه بطريرك القدس لقب فارس القبر المقدس، لأبوين أرثوذكس في القدس أثناء الانتداب البريطاني على فلسطين. التحق بكلية تراسانطة وتخرج بدرجة القانون عام 1948 من معهد الحقوق في القدس.

## سفير لدى الامم المتحدة
كان ترزي أول سفير فلسطيني لدى الأمم المتحدة كمراقب دائم، وشغل المنصب في الفترة من 1974 إلى 1991. وقف ترزي ضد محاولات الولايات المتحدة لإغلاق البعثة، وبعد إعلان الاستقلال الفلسطيني في الجزائر عام 1988، تغير دور ترزي من تمثيل منظمة التحرير الفلسطينية إلى تمثيل دولة فلسطين.
في عام 1985، رفضت وزارة الخارجية الأمريكية السماح لترزي بدخول الولايات المتحدة لإجراء نقاش مع آلان ديرشويتز، أستاذ في جامعة هارفارد. ونتيجة لذلك، رفعت كلية الحقوق بجامعة هارفارد دعوى ضد وزير الخارجية جورج شولتز للسماح لترزي بدخول الولايات المتحدة. ألغى القاضي والتر سكينر، قاضي محكمة محلية في مقاطعة ماساتشوستس، قرار وزير الخارجية وسمح لترزي بدخول الولايات المتحدة، وذلك لمنع دخول ترزي إلى الولايات المتحدة وحظر خطاب سياسي محمي بموجب التعديل الأول لدستور الولايات المتحدة.

## الوفاة
توفي في الأول من مارس عام 2006.